# Schansspringen op de Olympische Winterspelen 1988
Schansspringen is een van de sporten die beoefend werden tijdens de Olympische Winterspelen 1988 in Calgary.

## Heren

### Normale schans 70 m
| rang   | sporter(s)       | land | sprong 1 (m) | sprong 2 (m) | totaal (ptn) |
| ------ | ---------------- | ---- | ------------ | ------------ | ------------ |
| Goud   | Matti Nykänen    | FIN  | 89.5         | 89.5         | 229.1        |
| Zilver | Pavel Ploc       | TCH  | 84.5         | 87.0         | 212.1        |
| Brons  | Jiří Malec       | TCH  | 88.0         | 85.5         | 211.8        |
| 4      | Miran Tepeš      | YUG  | 84.0         | 83.5         | 211.2        |
| 5      | Jiří Parma       | TCH  | 83.5         | 82.5         | 203.8        |
| 6      | Heinz Kuttin     | AUT  | 87.0         | 80.5         | 199.7        |
| 7      | Jari Puikkonen   | FIN  | 84.0         | 80.0         | 199.1        |
| 8      | Staffan Tällberg | SWE  | 83.0         | 81.0         | 198.1        |

### Grote schans 90 m
| rang   | sporter(s)       | land | sprong 1 (m) | sprong 2 (m) | totaal (ptn) |
| ------ | ---------------- | ---- | ------------ | ------------ | ------------ |
| Goud   | Matti Nykänen    | FIN  | 118.5        | 107.0        | 224.0        |
| Zilver | Erik Johnsen     | NOR  | 114.5        | 102.0        | 207.9        |
| Brons  | Matjaž Debelak   | YUG  | 113.0        | 108.0        | 207.7        |
| 4      | Thomas Klauser   | FRG  | 114.5        | 102.5        | 205.1        |
| 5      | Pavel Ploc       | TCH  | 114.5        | 102.5        | 204.1        |
| 6      | Andreas Felder   | AUT  | 113.5        | 103.0        | 203.9        |
| 7      | Horst Bulau      | CAN  | 112.5        | 99.5         | 197.6        |
| 8      | Staffan Tällberg | SWE  | 110.0        | 102.0        | 196.6        |

### Grote schans 90 m Team
| rang   | sporter(s)                                                                | land | sprong 1 (m)            | sprong 2 (m)            | totaal (ptn) |
| ------ | ------------------------------------------------------------------------- | ---- | ----------------------- | ----------------------- | ------------ |
| Goud   | Ari-Pekka Nikkola Matti Nykänen Tuomo Ylipulli Jari Puikkonen             | FIN  | 110.5 115.5 105.5 104.0 | 108.5 114.5 102.0 105.5 | 634.4        |
| Zilver | Primož Ulaga Matjaž Zupan Matjaž Debelak Miran Tepeš                      | YUG  | 102.0 109.5 110.5 103.0 | 110.0 108.5 110.0 102.0 | 625.5        |
| Brons  | Ole Christian Eidhammer Jon Inge Kjørum Ole Gunnar Fidjestøl Erik Johnsen | NOR  | 102.0 78.0 104.5 109.5  | 96.5 101.0 107.0 111.5  | 596.1        |
| 4      | Ladislav Dluhoš Jiří Malec Pavel Ploc Jiří Parma                          | TCH  | 100.5 109.5 106.0 103.0 | 96.0 102.0 111.0 102.0  | 586.8        |
| 5      | Ernst Vettori Heinz Kuttin Günther Stranner Andreas Felder                | AUT  | 102.0 104.0 106.5 102.0 | 101.0 108.5 106.0 98.0  | 577.6        |
| 6      | Andreas Bauer Peter Rohwein Thomas Klauser Josef Heumann                  | FRG  | 98.5 102.0 105.0 102.0  | 101.0 98.0 107.0 102.0  | 559.0        |
| 7      | Per-Inge Tällberg Anders Daun Jan Boklöv Staffan Tällberg                 | SWE  | 102.0 99.0 101.5 99.0   | 91.0 102.0 103.0 102.0  | 539.7        |
| 8      | Gérard Balanche Christoph Lehmann Fabrice Piazzini Christian Hauswirth    | SUI  | 100.0 95.0 98.0 101.0   | 100.5 98.5 99.0 99.5    | 516.1        |

## Medaillespiegel
| rang | land              | goud | zilver | brons | totaal |
| ---- | ----------------- | ---- | ------ | ----- | ------ |
| 1    | Finland           | 3    | 0      | 0     | 3      |
| 2    | Joegoslavië       | 0    | 1      | 1     | 2      |
| 2    | Noorwegen         | 0    | 1      | 1     | 2      |
| 2    | Tsjecho-Slowakije | 0    | 1      | 1     | 2      |
|      |                   | 3    | 3      | 3     | 9      |